# 巣ごもり消費
巣ごもり消費（すごもりしょうひ）は、外出することなく自宅内で行う消費活動のことである。インターネット通販、カタログ通販、ネットスーパー、出前、ケータリング、フードデリバリー、オンラインゲーム、VODなどのサービスを活用する。また、自宅内で過ごす時間が増えたことに起因する各種商品やサービスへの需要を巣ごもり需要（すごもりじゅよう）という。
外出せず自宅内にこもる状態を、巣にこもる雛鳥の姿に例えた言葉である。

## 概要

### リーマン・ショック
2008年の年末商戦から広く使われるようになった。リーマン・ショックによる景気低迷が、消費者の節約志向を後押ししたことからの減少。これにはこの前年からの燃料価格の高騰や食の安全性への不安も背景にある。
2008年の巣ごもり消費で楽天は過去最高となる471億円の営業利益を上げ、会員数は5000万人を突破。CD、DVDのレンタル業者や、家庭用テレビゲームのメーカーも好調。

### 新型コロナウイルス感染症
新型コロナウイルス感染症の影響で巣ごもり消費の増加が見られる。2020年の家計での支出の内訳では、食料、家事用品の占める割合が増加している。対して娯楽、外食、交通、被服の減少が見られる。緊急事態宣言の発出から外出が自粛され、巣ごもり消費の増加からであることがうかがわれる。
食料では冷凍食品、酒、インスタントラーメンなどが前年同月を大きく上回っている。加湿器や空気清浄機などの冷暖房用器具、ゲームソフトも前年同月を大きく上回っている。

### 年末年始
巣ごもり需要では年末年始の御節料理の需要がある。新型コロナウイルス感染症でも売れ行きの好調が続く。百貨店で売られている御節料理は種類が豊富で、新型コロナウイルス感染症以降に過去最多の種類の品揃えをした所もある。